# إميل فالدتويفل
إميل فالدتويفل (بالفرنسية: Émile Waldteufel؛ و. 9 ديسمبر 1837 في ستراسبورغ - ت. 12 فبراير 1915 في باريس) كان ملحناً فرنسياً من أصل ألماني. ألف حوالي 70 قطعة من موسيقى رقصات الفالس منها فالس البنفسج (مصنف رقم 148) وفالس المتزلجين (مصنف رقم 183).

## روابط خارجية
- إميل فالدتويفل على موقع IMDb (الإنجليزية)
- إميل فالدتويفل على موقع الموسوعة البريطانية (الإنجليزية)
- إميل فالدتويفل على موقع ميوزك برينز (الإنجليزية)
- إميل فالدتويفل على موقع أول موفي (الإنجليزية)
- إميل فالدتويفل على موقع قاعدة بيانات الأفلام السويدية (السويدية)
- إميل فالدتويفل على موقع ديسكوغز (الإنجليزية)